# Filip Verner von Schwerin (militär)
Filip Verner von Schwerin, född 9 april 1810 i Jönköping, död 20 juli 1859 på Viggeby säteri i Hammarkinds härad, var en svensk militär och godsägare.  
Han var son till Filip Verner von Schwerin och Vendla Gustava Ahlgren (1787-1865) som var dotter till landskamreraren Nils Erik Ahlgren (1748-1794). Han var från 1844 gift med sin kusin Hedvig Mariana Charlotta von Schwerin (1820-1890) som var dotter till hovjunkaren Fredrik Vilhelm von Schwerin (1781-1848). Paret fick fyra barn.
Von Schwerin blev 13 år gammal inskriven som kadett vid Krigsakademien på Karlberg 1823 och utexaminerades därifrån 1832. Han blev fänrik vid Södermanlands regemente samma år och blev löjtnant där 1836. Han blev kapten 1846 och major 1851 samt överstelöjtnant och förste major 1855. Von Schwerin utnämndes till överste och regementschef för Södermanlands regemente 1856. Han blev riddare av Svärdsorden 1854. Som godsägare övertog han Viggeby säteri från Kurt Filip Carl von Schwerins sterbhus 1828 och han drev säteriet fram till sin död 1858, därefter drev änkan Hedvig Mariana Charlotta von Schwerin gården vidare fram till 1890.